# 中川姿子
中川 姿子（なかがわ しなこ、1940年（昭和15年）5月15日 - ）は、日本の女優。

## 出演作品

### 映画
- 青い芽の素顔 - 山本竹子
- 花と娘と白い道 - 喬子
- コルトが背中を狙ってる - 河上栄子
- すべてが狂ってる - 下条悦子
- この髭百万ドル - 獅子丸邦子
- 刑事物語 小さな目撃者 - 弓子
- 刑事物語 前科なき拳銃 - ミドリ
- 僕は泣いちっち - 久本治子
- 闇に光る眼 -  中村貴美子
- 刑事物語 灰色の暴走 - ミッキー
- 街に出た野獣 - 井崎雪子
- 雑草のような命 - 井田さと子
- 七人の女掏摸 - おすみ
- 逃げだした縁談 - 淑子
- 体の中を風が吹く - 山崎多美子
- 涙 - セツ子
- 三羽烏再会す - ロビン春子
- 茶の間の時間 愛情の波紋- 山の辺加奈子
- 次男坊故郷へ行く - 梨花

### 映画主題歌
- ふるさとはいヽなぁ

| スタブアイコン | サブスタブ | この項目は、まだ閲覧者の調べものの参照としては役立たない、俳優（男優・女優）に関連した書きかけの項目です。この項目を加筆・訂正などしてくださる協力者を求めています（P:映画/PJ芸能人）。 |